# شهرستان کلیولند (آرکانزاس)
شهرستان کلیولند، آرکانزاس (به انگلیسی: Cleveland County, Arkansas) شهرستانی در ایالات متحده آمریکا است که در آرکانزاس واقع شده‌است.

## خصوصیات
شهرستان کلیولند ۱٬۵۵۱٫۴۱ کیلومترمربع مساحت دارد.